# Мали Шиљеговац
Мали Шиљеговац је насељено место града Крушевца у Расинском округу. Према попису из 2022. било је 564 становника (према попису из 1991. било је 730 становника).

## Демографија
У насељу Мали Шиљеговац живи 549 пунолетних становника, а просечна старост становништва износи 42,8 година (41,9 код мушкараца и 43,7 код жена). У насељу има 161 домаћинство, а просечан број чланова по домаћинству је 4,08.
Ово насеље је великим делом насељено Србима (према попису из 2002. године), а у последња три пописа, примећен је пад у броју становника.
|  |

| Демографија | Демографија | Демографија |
| Година      | Становника  | Становника  |
| ----------- | ----------- | ----------- |
| 1948.       | 825         |             |
| 1953.       | 848         |             |
| 1961.       | 824         |             |
| 1971.       | 818         |             |
| 1981.       | 812         |             |
| 1991.       | 730         | 714         |
| 2002.       | 657         | 670         |

| Етнички састав према попису из 2002.‍ | Етнички састав према попису из 2002.‍ | Етнички састав према попису из 2002.‍ | Етнички састав према попису из 2002.‍ | Етнички састав према попису из 2002.‍ |
| ------------------------------------ | ------------------------------------ | ------------------------------------ | ------------------------------------ | ------------------------------------ |
|                                      |                                      |                                      |                                      |                                      |
| Срби                                 | Срби                                 |                                      | 637                                  | 96,95%                               |
| непознато                            | непознато                            |                                      | 20                                   | 3,04%                                |

| Година пописа     | 1948. | 1953. | 1961. | 1971. | 1981. | 1991. | 2002. |
| ----------------- | ----- | ----- | ----- | ----- | ----- | ----- | ----- |
| Број домаћинстава | 143   | 156   | 170   | 171   | 162   | 158   | 161   |

| Број чланова      | 1  | 2  | 3  | 4  | 5  | 6  | 7  | 8 | 9 | 10 и више | Просек |
| ----------------- | -- | -- | -- | -- | -- | -- | -- | - | - | --------- | ------ |
| Број домаћинстава | 17 | 31 | 21 | 23 | 28 | 18 | 13 | 6 | 4 | 0         | 4,08   |

| Пол    | Укупно | Неожењен/Неудата | Ожењен/Удата | Удовац/Удовица | Разведен/Разведена | Непознато |
| ------ | ------ | ---------------- | ------------ | -------------- | ------------------ | --------- |
| Мушки  | 283    | 61               | 184          | 26             | 7                  | 5         |
| Женски | 278    | 30               | 185          | 52             | 8                  | 3         |
| УКУПНО | 561    | 91               | 369          | 78             | 15                 | 8         |

| Пол    | Укупно                    | Пољопривреда, лов и шумарство | Рибарство                            | Вађење руде и камена | Прерађивачка индустрија       |
| ------ | ------------------------- | ----------------------------- | ------------------------------------ | -------------------- | ----------------------------- |
| Мушки  | 153                       | 67                            | 0                                    | 1                    | 50                            |
| Женски | 74                        | 53                            | 0                                    | 0                    | 12                            |
| УКУПНО | 227                       | 120                           | 0                                    | 1                    | 62                            |
| Пол    | Производња и снабдевање   | Грађевинарство                | Трговина                             | Хотели и ресторани   | Саобраћај, складиштење и везе |
| Мушки  | 3                         | 9                             | 11                                   | 0                    | 3                             |
| Женски | 0                         | 0                             | 7                                    | 0                    | 0                             |
| УКУПНО | 3                         | 9                             | 18                                   | 0                    | 3                             |
| Пол    | Финансијско посредовање   | Некретнине                    | Државна управа и одбрана             | Образовање           | Здравствени и социјални рад   |
| Мушки  | 1                         | 1                             | 0                                    | 0                    | 0                             |
| Женски | 0                         | 0                             | 0                                    | 0                    | 1                             |
| УКУПНО | 1                         | 1                             | 0                                    | 0                    | 1                             |
| Пол    | Остале услужне активности | Приватна домаћинства          | Екстериторијалне организације и тела | Непознато            | Непознато                     |
| Мушки  | 0                         | 0                             | 0                                    | 7                    | 7                             |
| Женски | 1                         | 0                             | 0                                    | 0                    | 0                             |
| УКУПНО | 1                         | 0                             | 0                                    | 7                    | 7                             |